# اصحاب اجماع
اصحاب اجماع هجده تن از راویان حدیث شیعه هستند که بنا بر تعریف شیخ کشی از راویان موثقی هستند که همه علمای درایه و حدیث و فقها به روایاتی که از ایشان به طریق صحیح نقل شده بدون تردید و دغدغه خاطر اعتماد می‌کنند و آنها را صحیح می‌دانند و عمل به آنها را لازم می شمرند، اگرچه از افراد ناشناخته یا ضعیف نقل خبر کرده باشند.

## اسامی

### اصحابمحمد باقروجعفر صادق
- زرارة بن اعین شیبانی
- محمد بن مسلم
- فضیل بن یسار
- برید بن معاویه عجلی
- ابو بصیر مرادی یا ابو بصیر اسدی (محل اختلاف)
- معروف بن خربوذ مکی

### اصحابجعفر صادقبه تنهایی
- جمیل بن دراج
- ابان بن عثمان (محدث شیعه)
- عبدالله بن بکیر شیبانی
- عبداللّه بن مسکان
- حماد بن عیسی
- حماد بن عثمان

### اصحابموسی بن جعفروعلی بن موسی
- صفوان بن یحیی
- عبدالله بن مغیره
- حسن بن محبوب
- یونس بن عبدالرحمان
- محمد بن ابی عمیر
- احمد بن ابی نصر بزنطی

## پانوشت
1. ↑  اصحاب اجماع، قسمت اول بایگانی‌شده  در ۶ مه ۲۰۰۸ توسط Wayback Machine پایگاه حوزه